# Villa Jacobsdal

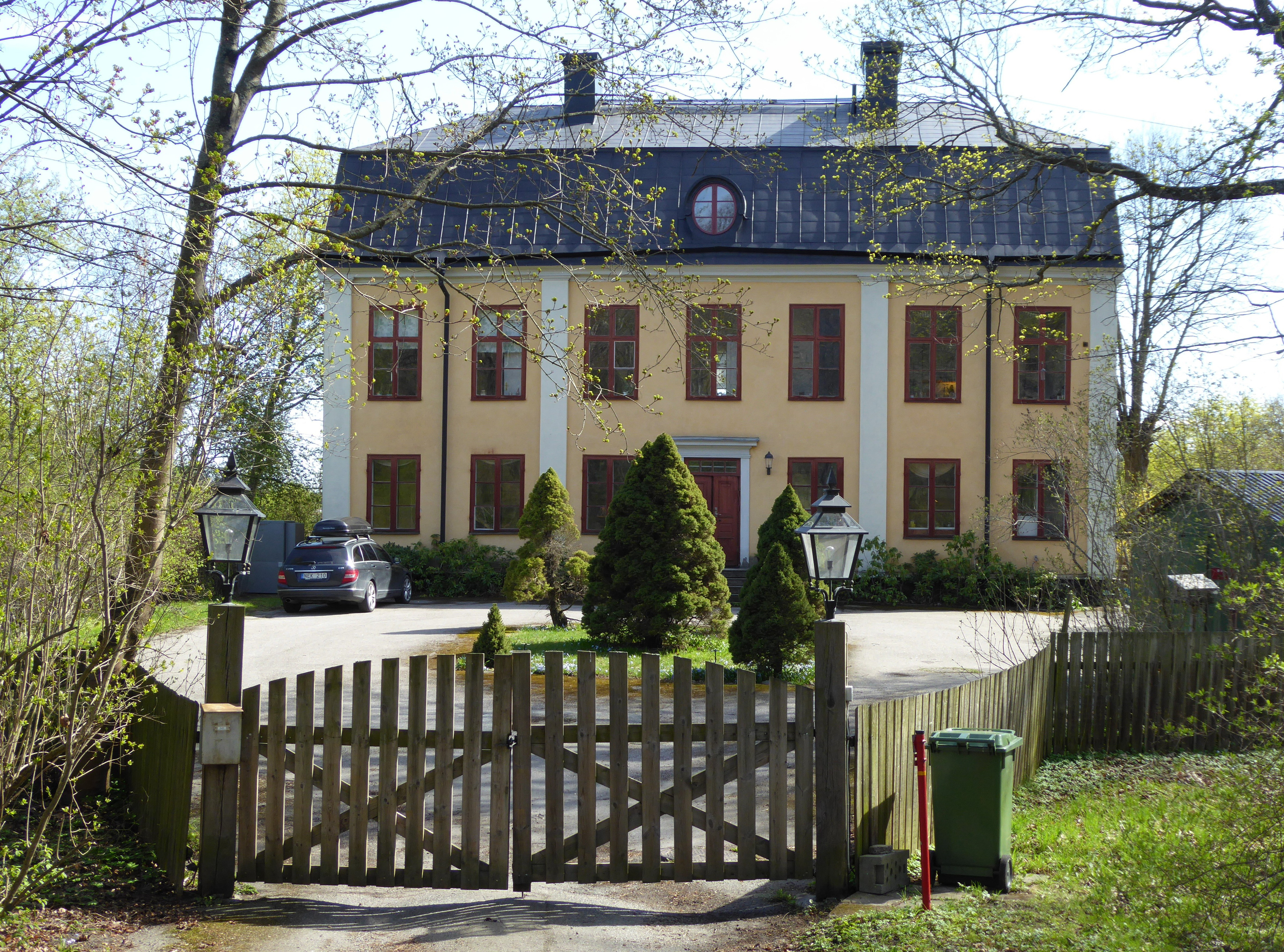
Villa Jacobsdal, april 2015.

Villa Jacobsdal är ett bostadshus vid Ulriksdalsvägen längst i söder på Ulriksdals slottsområde i Solna kommun. Jacobsdal ligger på slottsfastigheten Ulriksdal 2:3 som är ett statligt byggnadsminne sedan år 1935 och ägs och förvaltas av Statens fastighetsverk. Huset utgör ett enfamiljshus som hyrs ut som en hyresrätt via Hovstaternas egen bostadskö, då Jacobsdal ligger inom sk Kunglig dispositionsrätt.  Jacobsdal var även ett äldre namn på Ulriksdals slott. Båda har dock inget gemensamt förutom att de ligger på samma fastighet.

## Byggnadsbeskrivning

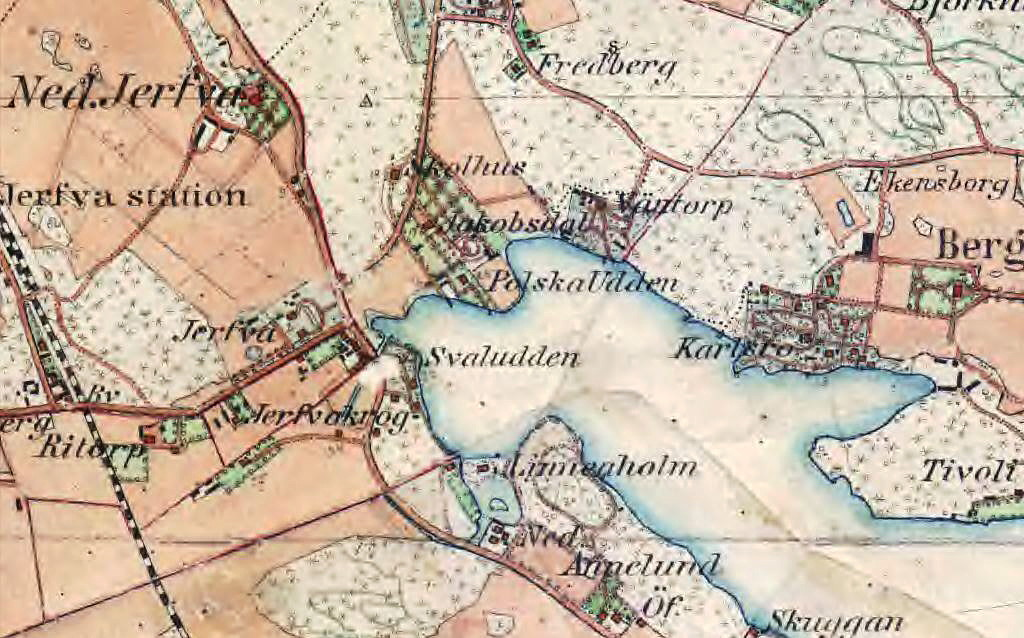
Jacobsdal och Polska udden, 1900.

Vid Jacobsdal lät grosshandlaren J.G. Claussen (eller Clausen) 1774 anlägga ett vaxblekeri, en inrättning för framställning av vitt vax för vaxljus. 1798 lät han uppföra en ny huvudbyggnad, dagens Jacobsdal. Huset är en hög tvåvåningsbyggnad i timmer som reveterats. Samtidigt med huvudbyggnaden lät Claussen även bygga ett stenmagasin för vaxljus söder om huvudbyggnaden vid Brunnsvikens strand, dagens Villa Karlshäll.
Området kallas Polska udden och var en av Solna sockens tidiga industrier. Utöver ett vaxblekeri fanns även ett bomullstryckeri. Industriverksamheten på Polska udden avvecklades omkring 1815 och 1858 beslöts att dela den stora tomten. Den norra delen med Jacobsdal och den södra delen med Karlshäll arrenderades sedan ut separat. Karlshäll blev sommarnöje och beboddes av bland andra trädgårdsmästaren C.O. Dahlbäck.
Fram till 1960-talet hängde båda tomter ihop, då drogs Bergshamravägen mitt emellan Jacobsdal och Karlshäll och den tidigare kontakten bröts. På områdets stadsplan från 1964 är Jacobsdal markerat som kulturreservat, vilket sedan 1995 ingår i Kungliga nationalstadsparken.
Jacobsdal bevarar idag vacker fast inredning såsom snickerier och kakelugnar från både 1700-tal och 1800-tal.